# Anolis pogus
Anolis pogus (сен-мартенський аноліс) — вид ігуаноподібних ящірок родини анолісових (Dactyloidae). Мешкає на Карибах.

## Опис
Самці сен-мартенських анолісів досягають довжини 58 мм. Верхня частина тіла у них рівномірно світло-коричнева або оранжево-коричнева, а нижня частина тіла — білувата або жовтувата. Навіколо очей бірюзові плями, які можуть переходити на верхню частину голови, іноді голова іржаво-коричнева. Самиці мають більш тьмяне забарвлення, посередині спини прроходить смуга, іноді на боках також є біла смуга.

## Поширення і екологія
Сен-мартенські аноліси мешкають на острові Сен-Мартен в групі Малих Антильських островів. Раніше вони також мешкали на Ангільї та Сен-Бартелемі, однак вимерли. Сен-мартенські аноліси живуть в сухих і мезофільних тропічних лісах, трапляються в садах.